# Musizierende Gesellschaft
Musizierende Gesellschaft ist ein Ölgemälde des niederländischen Malers Rembrandt van Rijn aus dem Jahr 1626, das eine Gruppe von vier Personen beim gemeinsamen Singen und Musizieren zeigt. Das Gemälde ist im Hochformat auf Eichenholz ausgeführt und steht zeitlich und stilistisch in engem Zusammenhang mit Rembrandts Gemälden Bileam und die Eselin und dem Historiengemälde mit Selbstporträt des Malers. Das Werk wurde erst 1936 bekannt und wird seither von fast allen Kunsthistorikern als Original von der Hand Rembrandts anerkannt. Das Gemälde wird vom aufbewahrenden Museum De Lakenhal als Familienporträt aufgefasst, mit Rembrandt, seiner älteren Schwester und den Eltern. Heute gilt diese Auffassung als überholt, es konnte aber auch keine zufriedenstellende Deutung erfolgen. Das 1976 vom Rijksmuseum Amsterdam erworbene Gemälde befindet sich als Dauerleihgabe seit 2021 im Museum De Lakenhal in Leiden mit der Inventarnummer B 1594.

## Beschreibung

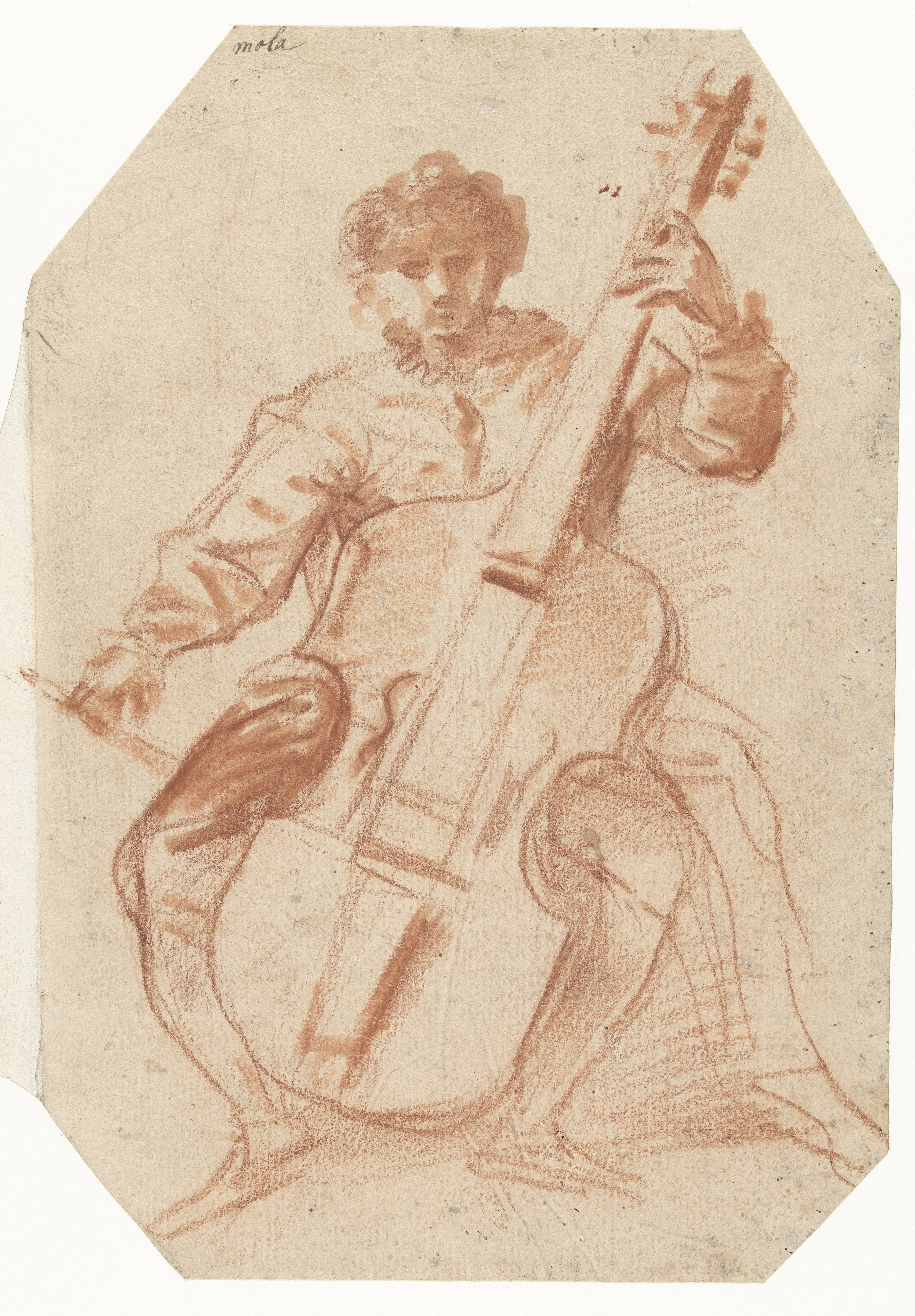
Gambenspieler, frontal, Pier Francesco Mola, 1645/50, rote Kreide auf Papier, 25,1 × 17,2 cm, Rijksmuseum Amsterdam

### Darstellung
Rund um das Zentrum des Bildes sind vier Personen gestaffelt angeordnet, von denen drei singen oder ein Musikinstrument spielen. Zuvorderst befindet sich eine junge Frau, die von der Mitte leicht nach rechts verschoben an einem Tisch sitzt, mit dem rechten Fuß auf einem kleinen Podest, und deren übereinander geschlagene Beine entlang der Bilddiagonale nach links unten reichen. Die Frau trägt über einem engen Mieder ein aufwändig bunt gemustertes gelbes, bodenlanges Kleid und rote Schuhe. Ihre blonden Haare sind hochgesteckt und nehmen mit einem Diadem fast die Kontur einer phrygischen Mütze an. Als weiteren Schmuck trägt sie eine kurze Halskette mit großen Perlen oder rundgeschliffenen Schmucksteinen. Auf ihrem Schoß liegt ein aufgeschlagenes großes Buch mit rotem Einband und Messingbeschlägen an den Ecken, offenbar eingebundene Notenblätter. Die Frau hat den Blick nach unten auf das Buch gerichtet und den Mund leicht geöffnet, offenbar singt sie gerade. Ihr linker Ellenbogen ruht auf der Kante eines kleinen Tisches, die linke Hand liegt auf dem Buch, um das Umblättern zu verhindern oder für sich eine Stelle zu fixieren. Die Rechte ist leicht erhoben, um Aufmerksamkeit zu fordern oder um einen Takt vorzugeben. Die Hände der Figuren wirken eigentümlich unproportioniert. Dieser Mangel in der Darstellung steht im Gegensatz zur gelungenen Ausführung anderer Bildelemente, ist aber auch in anderen frühen Werken Rembrandts zu finden.
Links von der Bildmitte sitzt frontal zum Betrachter ein älterer Mann in einem bunten Kaftan aus Seide, mit mehrfarbig gestreifter Leibbinde und turbanähnlicher Kopfbedeckung. Er trägt einen auffälligen langen Schnauzbart und am rechten Ohr einen metallenen Anhänger. Links an seinem Turban befindet sich ein Schmuckstück aus Metall mit einem roten Stein, unter der Leibbinde ragt ein metallischer Gegenstand heraus, möglicherweise der Griff eines Dolches mit einer Trageschlaufe. Der Mann spielt eine Viola da gamba, die vor ihm auf dem Boden aufgestützt ist, und hat dabei die rechts abgebildete übliche Spielhaltung eingenommen. Drei Finger seiner Griffhand liegen unmittelbar hinter Bünden des Griffbretts, der kleine Finger ist leicht angehoben. Mit der rechten Hand greift er über das Ende des leicht abwärts zu den Saiten der Viola reichenden Bogens. Dabei hat er weit ausgeholt, so dass seine Finger knapp über den Bildrand hinaus reichen.
Hinter und zwischen den vorgenannten Figuren steht ein junger Mann mit rotbraunen Haaren, der über einem weißen Hemd mit Rüschenkragen ein graugrünes Gewand trägt. Seine Kopfbedeckung ist ein schräg aufgesetztes großes, graugrünes Barett mit breitem, mehrfach eingekerbtem Rand und zwei großen grünen Federn. Vor ihm zwischen seinen Armen steht eine Harfe auf einem Stuhl, teilweise von dessen Rückenlehne verdeckt, auf der er beidhändig spielt. Ganz rechts im Mittelgrund steht eine alte Frau, die sich auf die Rückenlehne eines Stuhls stützt, und deren Kinn auf der rechten Hand aufliegt. Sie blickt auf den Harfenspieler und beteiligt sich nicht aktiv am Musizieren. Sie trägt ein dunkles Kleid, an ihrem rechten Arm ist ein kleines Stück von einem weißen Rüschenbund zu sehen. Über ihrem Kopf und ihren Schultern liegt ein weißes, vielfarbig buntes Tuch, das fast bis zu den Hüften reicht.
Die Szene ist in Licht getaucht, das von oben links einfällt und die Figuren und Teile des Vorder- und Hintergrunds scheinwerferartig ausleuchtet. Im rechten Mittelgrund befindet sich ein kleiner Tisch mit einer grünen, bunt gemusterten Tischdecke. Darauf stehen ein Holzkasten mit geöffneter Klappe, möglicherweise zur Aufbewahrung des Buches oder ein Toilettenkästchen, und ein großer Becher, anscheinend aus Silber und mit Goldbeschlägen verziert. Davor, über den Vordergrund verteilt, liegen mehrere Bücher ungeordnet auf dem Boden herum. Die meisten haben lederne Einbände und sind als Musikalien zu erkennen, das aufgeschlagen gegen den Tisch gestellte Buch zeigt sehr wahrscheinlich eine Tabulatur für eine Laute. Davor liegt ein aufgeschlagenes Buch auf dem Boden, möglicherweise ein Air de Cour für Laute und Gesang. Links liegt eine Laute auf dem Boden, deren Hals zum größten Teil von den Büchern verdeckt ist, und deren Korpus einen Riss aufweist. Ganz links im Vordergrund steht als Repoussoir ein Tisch oder kleiner Schrank im Schatten, auf dem eine Violine liegt.

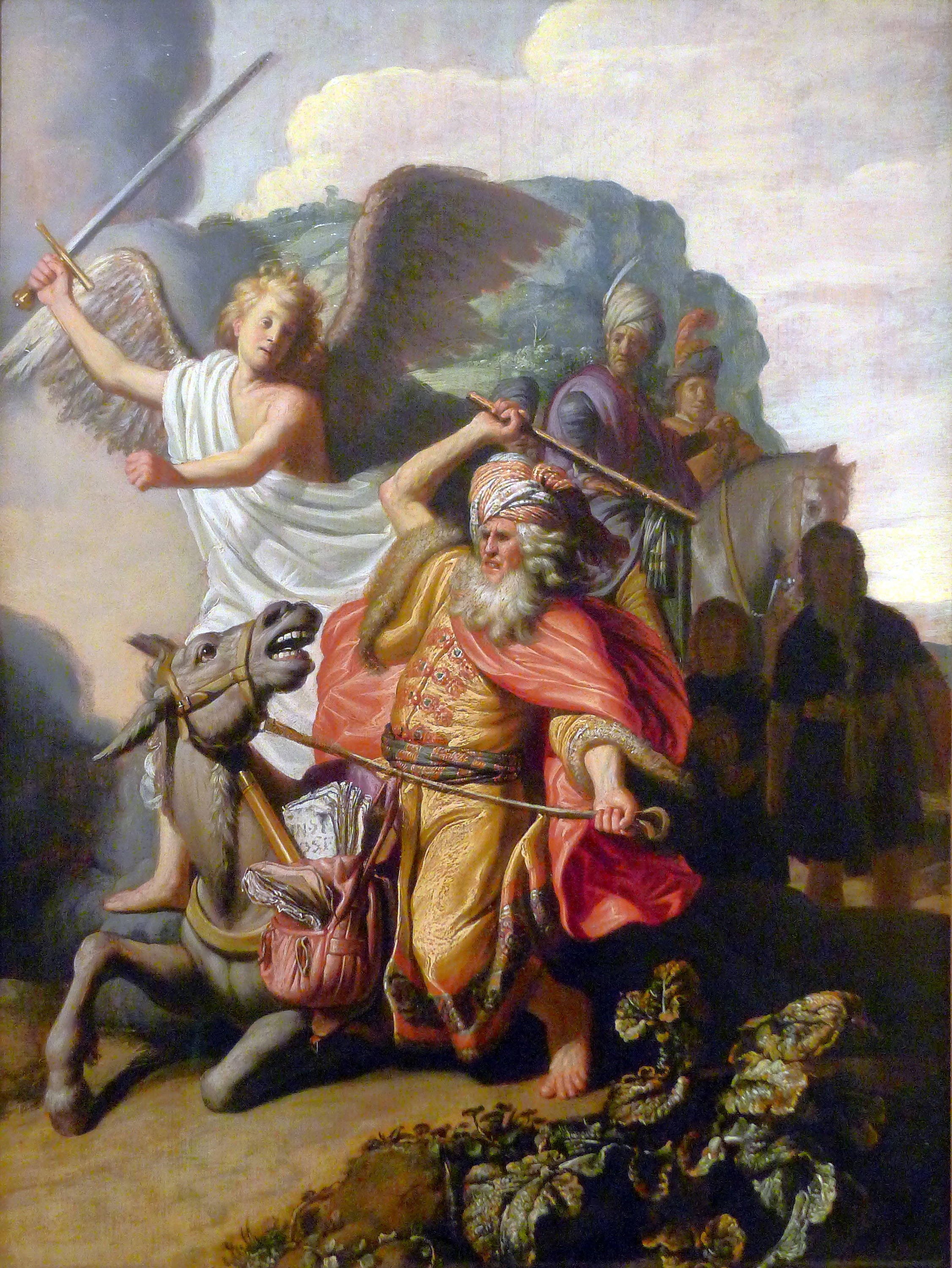
Bileam und die Eselin, 1626, Öl auf Eichenholz, 63,2 × 46,5 cm, Musée Cognacq-Jay, Paris

Den Hintergrund bildet eine Wand, die bis in Brusthöhe eine dunkle Holzvertäfelung hat und darüber grau gestrichen oder verputzt erscheint. Links oben wird als Bild im Bild ein an der Wand aufgehängtes Gemälde mit schwarzem und goldenem Rahmen von dem einfallenden Licht angestrahlt. Darauf wird die Flucht Lots aus Sodom dargestellt, die Farbgebung ähnelt stark Rembrandts frühen Gemälden mit Bibelszenen wie Bileam und die Eselin und Die Taufe des Kämmerers. Rechts oben hängt wiederum als Repoussoir ein schwarzer Vorhang.
Links unten sind mittig auf das Repoussoir, mit großen grauen Buchstaben und Ziffern, das Monogramm und Jahr RH .1626 aufgemalt, die zweite Ziffer ist unleserlich. Das Monogramm und die Jahreszahl gelten als authentisch. Sie ähneln stark denen auf Rembrandts Bileam und die Eselin, Der Geldwechsler und Zwei alte Männer im Gespräch, alle aus den Jahren 1626 bis 1628.

### Technische Untersuchung
Das Gemälde hat das Format 63,4 × 47,6 cm und ist mit Ölfarbe auf eine fünf bis sechs Millimeter starke Tafel aus senkrecht gemasertem Eichenholz gemalt. Die Tafel besteht aus zwei Brettern, die vertikale Verbindung beider Bretter befindet sich oben 23,2 und unten 23,6 cm vom rechten Rand entfernt. Die Rückseite ist an allen Rändern unregelmäßig auf vier bis fünf Zentimeter Breite abgeschrägt. Das rückseitig linke Brett ist mit einer konkaven Klinge gehobelt worden. Der dendrochronologischen Untersuchung zufolge stammen beide Bretter von verschiedenen Bäumen. Sie wurden frühestens 1608, wahrscheinlich 1613 oder später gefällt. Das Format der Tafel und ihr Aufbau aus zwei miteinander verbundenen Brettern entspricht weitgehend Rembrandts Taufe des Kämmerers und Bileam und die Eselin, beide ebenfalls von 1626.
Die gelbliche Grundierung tritt nur an wenigen Stellen vor, zum Beispiel am Umriss der rechten Schulter der Sängerin. Die untere der beiden Schichten der Grundierung besteht aus Kreide, die mit einem tierischen Leim gebunden wurde. Die obere Schicht enthält Bleiweiß und eine geringe Menge braunen Pigments, gebunden mit Öl, das an einigen Stellen in die erste Grundierung übergetreten ist. Die Farbschicht befindet sich in einem insgesamt guten Zustand. Nur wenige Bereiche zeigen Farbverluste, zum Beispiel entlang der Verbindungslinie der beiden Bretter der Holztafel. An einigen Stellen sind Übermalungen zu erkennen, so rechts neben dem Kopf des Harfenspielers, an der Nasenspitze der Sängerin und links vom Hals des alten Mannes. Stellen mit einer dickeren Farbschicht weisen ein sehr feines Krakelee auf. Rembrandt hat bei diesem Gemälde wie bei anderen frühen Arbeiten von hinten nach vorne gearbeitet. Ausgenommen sind nur die Schatten der Bücher auf der Tischdecke und der Stuhl, auf dem die Harfe steht. Diese Elemente wurden erst eingefügt, als die Sängerin und die Tischdecke bereits gemalt waren.

## Kunsthistorische Einordnung

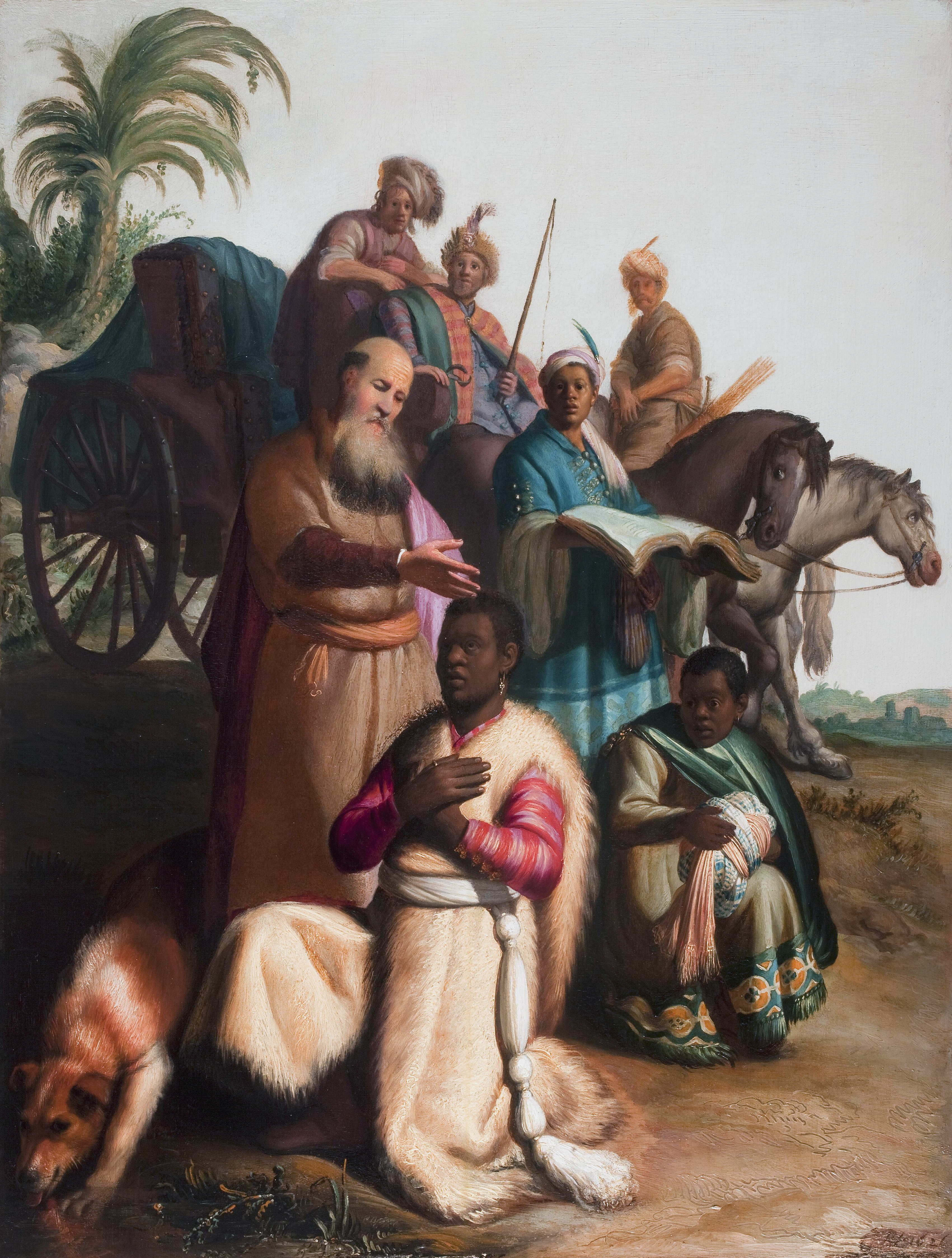
Die Taufe des Kämmerers, 1626, Öl auf Eichenholz, 63,5 × 48,0 cm, Museum Catharijneconvent, Utrecht

### Rembrandts Frühwerk
Nach seiner Ausbildung bei Jacob Isaacsz. van Swanenburgh zwischen 1620 und 1624 begab Rembrandt sich nach Amsterdam, um ein halbes Jahr lang bei Pieter Lastman zu lernen. 1625 kehrte er nach Leiden zurück und eröffnete mit Jan Lievens eine Werkstatt. Das Gemälde folgt auf den Zyklus Die fünf Sinne, die Vertreibung der Geldwechsler aus dem Tempel und die Steinigung des heiligen Stephanus, wobei die Bildkomposition und die Farbenwahl im Lauf der Zeit immer besser gelingen. Übereinstimmungen bei der Art und Größe der verwendeten Tafel und im Malstil stellen die Musizierende Gesellschaft in eine Reihe mit den Arbeiten Rembrandts aus dem Jahr 1626. Eine größere stilistische Ähnlichkeit besteht mit dem Historiengemälde mit Selbstporträt des Malers und dem Bileam und die Eselin. Die Musizierende Gesellschaft entstand sehr wahrscheinlich nach der Taufe des Kämmerers, aber vor Tobias verdächtigt seine Frau des Diebstahls, das deutlich ausgereifter wirkt.

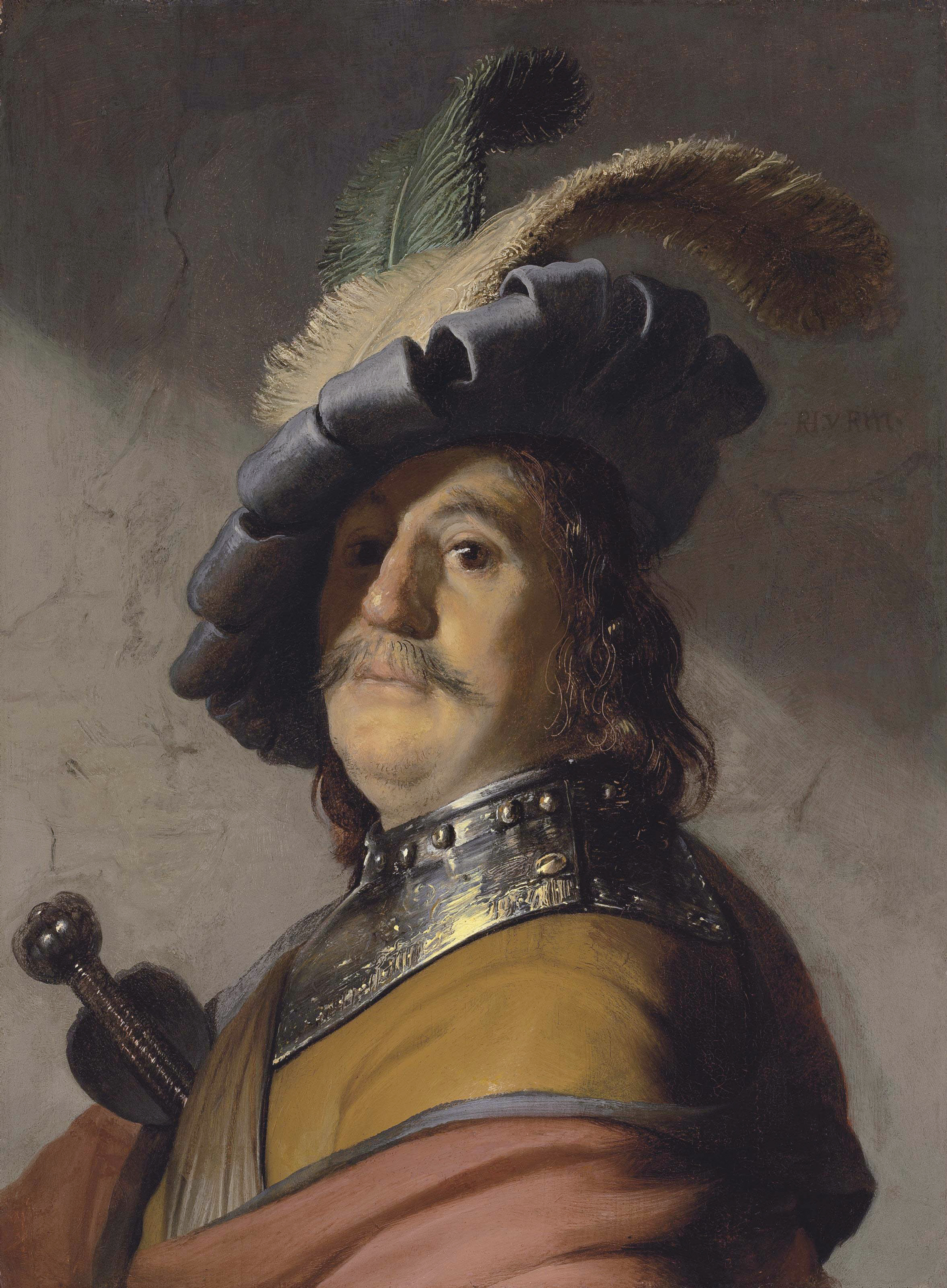
Büste eines Mannes mit Halsberge und gefiedertem Barett, Rembrandt, ca. 1626, Öl auf Eichenholz, 39,8 × 29,4 cm, Privatsammlung

Frühe Werke Rembrandt van Rijns
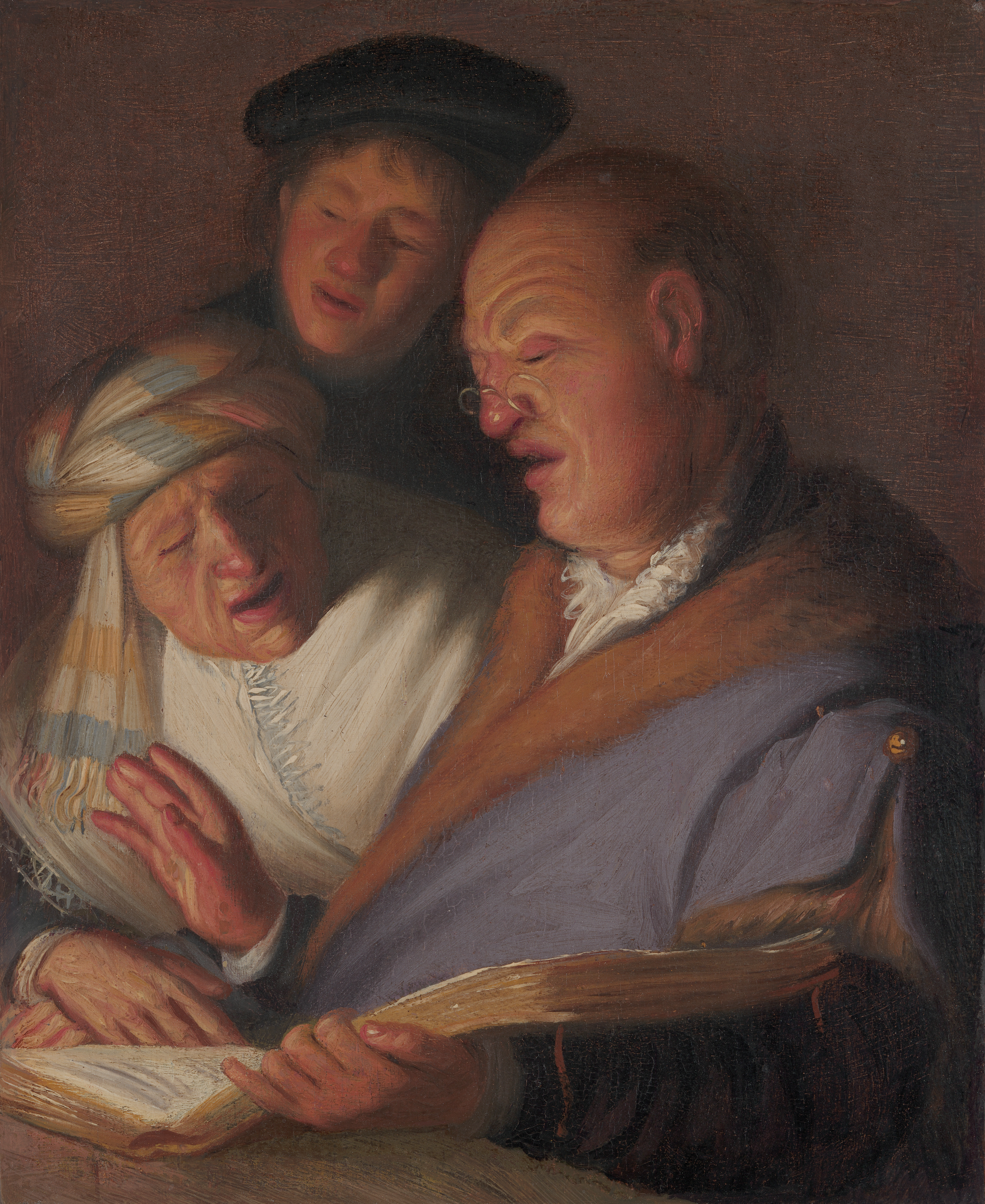
Die drei Sänger (Hören), 1624/25, Öl auf Eichenholz, 21,6 × 17,8 cm, The Leiden Collection, New York City
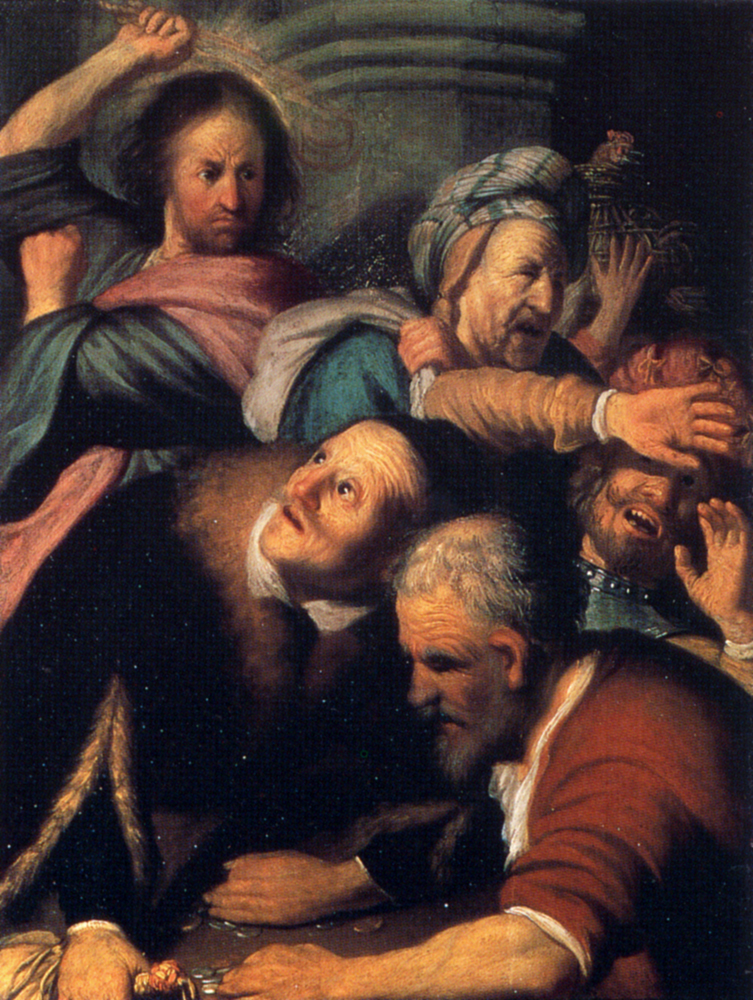
Christus vertreibt die Geldwechsler aus dem Tempel, 1624/25, Öl auf Eichenholz, 43,1 × 32,0 cm, Puschkin-Museum, Moskau
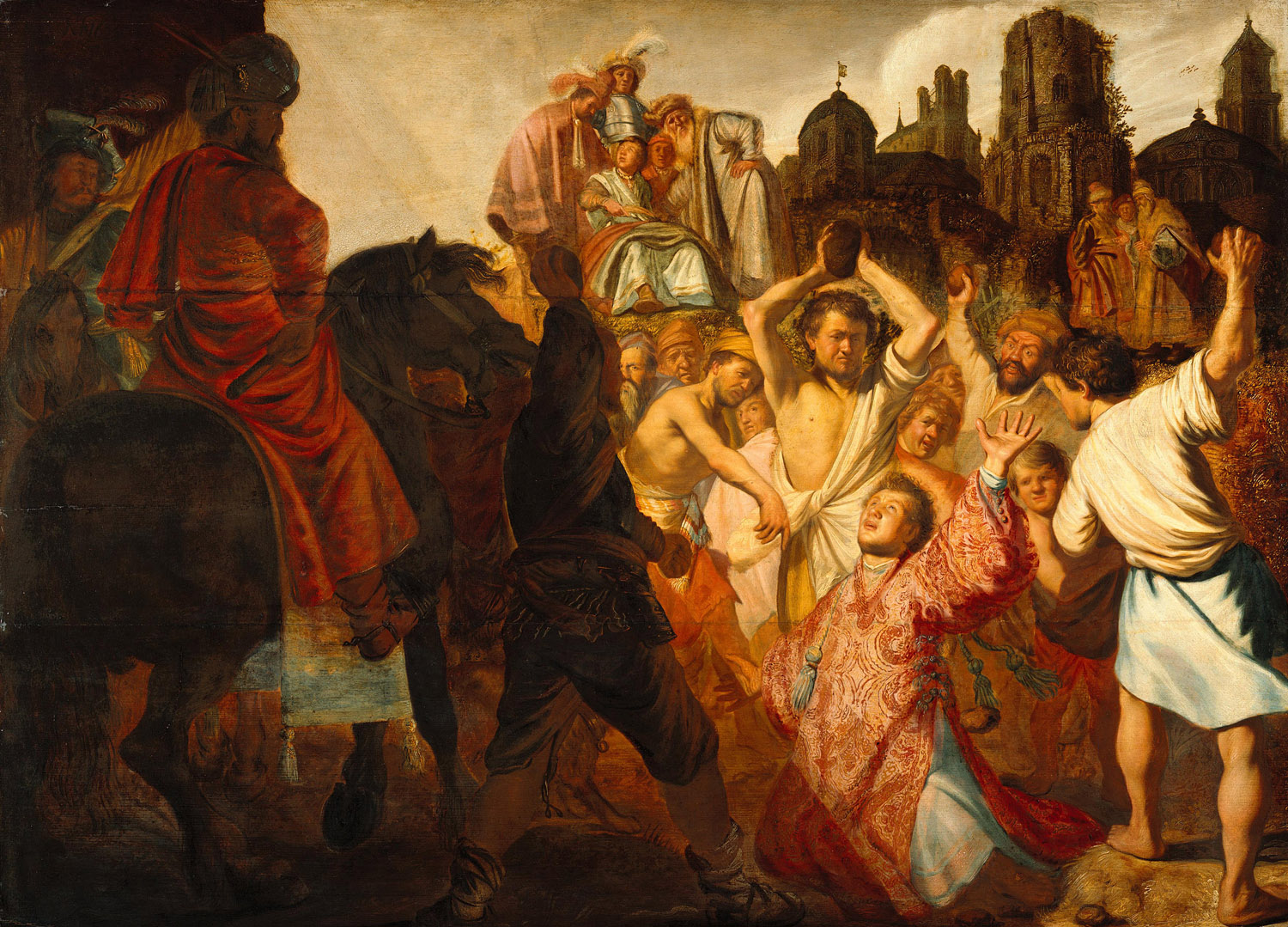
Die Steinigung des heiligen Stephanus, 1625, Öl auf Eichenholz, 89,5 × 123,6 cm, Musée des Beaux-Arts, Lyon
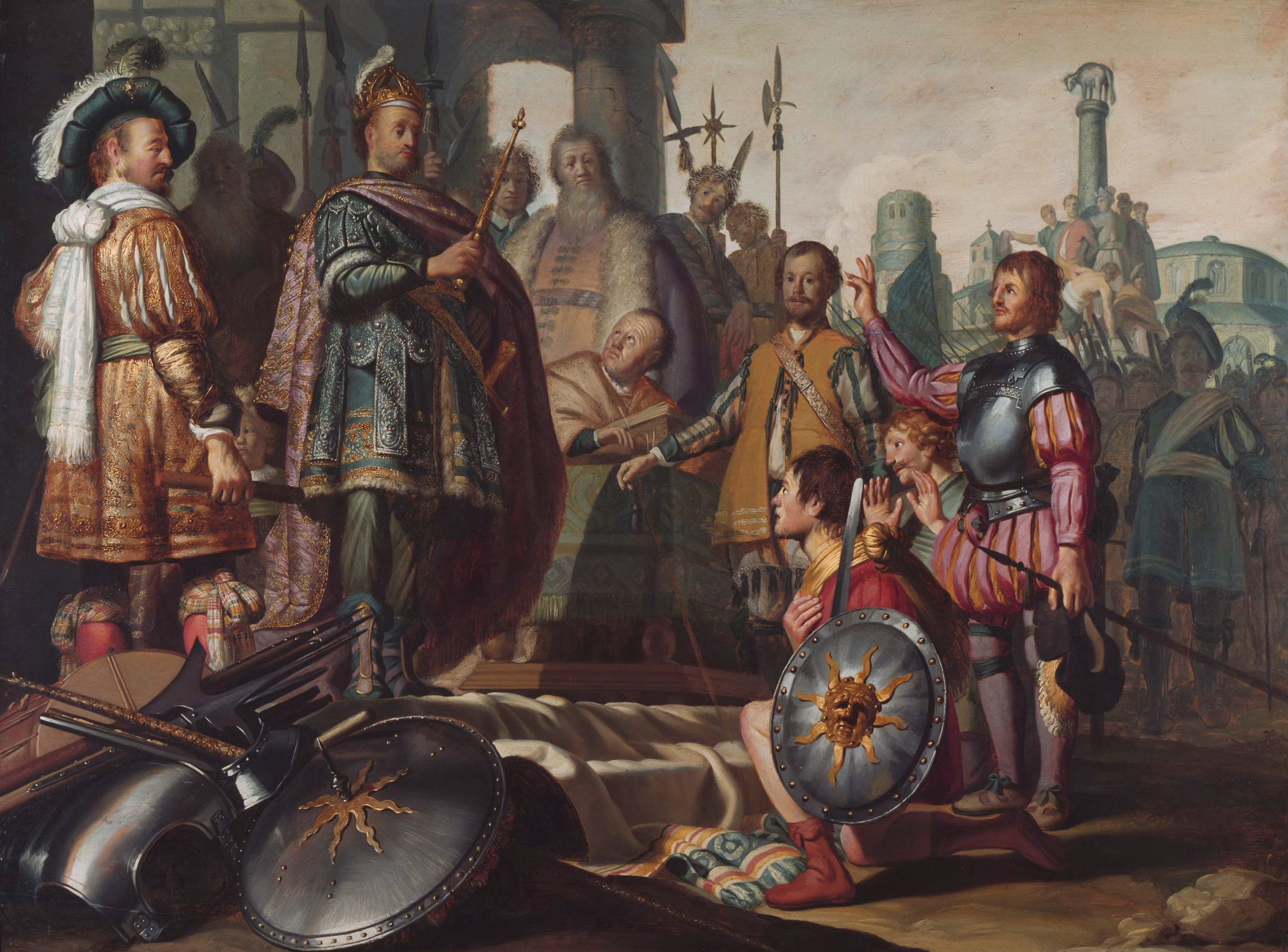
Historiengemälde mit Selbstporträt des Malers, 1626, Öl auf Eichenholz, 90,1 × 121,3 cm, Museum De Lakenhal, Leiden
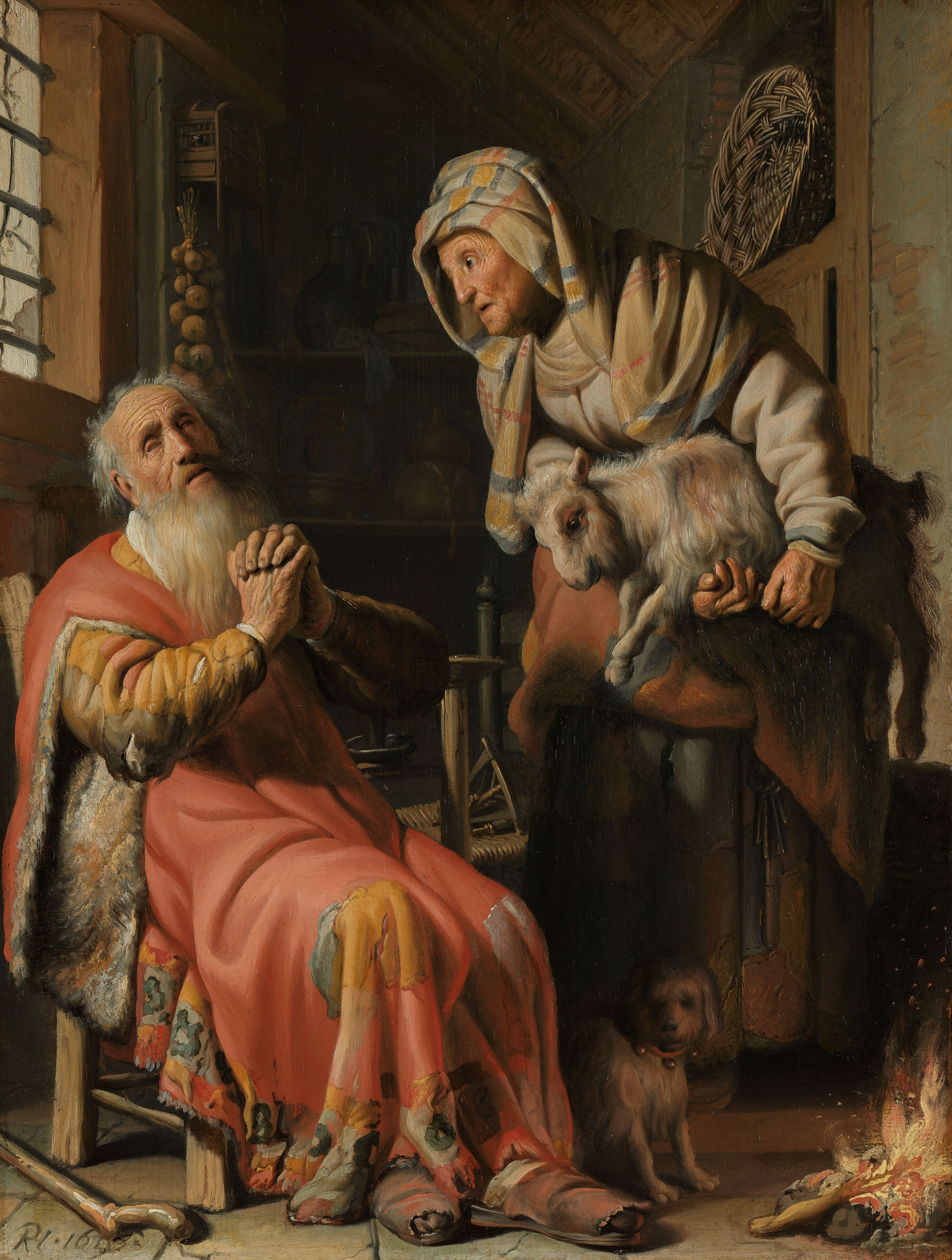
Tobias verdächtigt seine Frau des Diebstahls, 1626, Öl auf Eichenholz, 39,5 × 30,0 cm, Rijksmuseum Amsterdam

### Deutung
Das Gemälde wurde zunächst als ein Familienporträt Rembrandts mit seinen Eltern und seiner Schwester aufgefasst. Davon abweichend wurde der Harfenspieler durch Henri L. M. Defoer mit Jan Lievens identifiziert, dessen Gesichtszüge bereits in der Darstellung eines Dieners in der Taufe des Kämmereres erscheinen. Der Gambenspieler hat eine gewisse Ähnlichkeit mit dem Offizier am rechten Bildrand von Rembrandts Historiengemälde mit Selbstporträt des Malers und seiner Büste eines Mannes mit Halsberge und gefiedertem Barett. Es gibt aber keinen Grund für die Annahme, es könne sich bei dieser Figur um Rembrandts Vater oder Bruder handeln. Die Frage nach den dargestellten Personen gilt letztlich als ungeklärt. Abgesehen von der Identität der Figuren hat das Gemälde offensichtlich eine Bedeutung, die noch nicht entschlüsselt werden konnte.

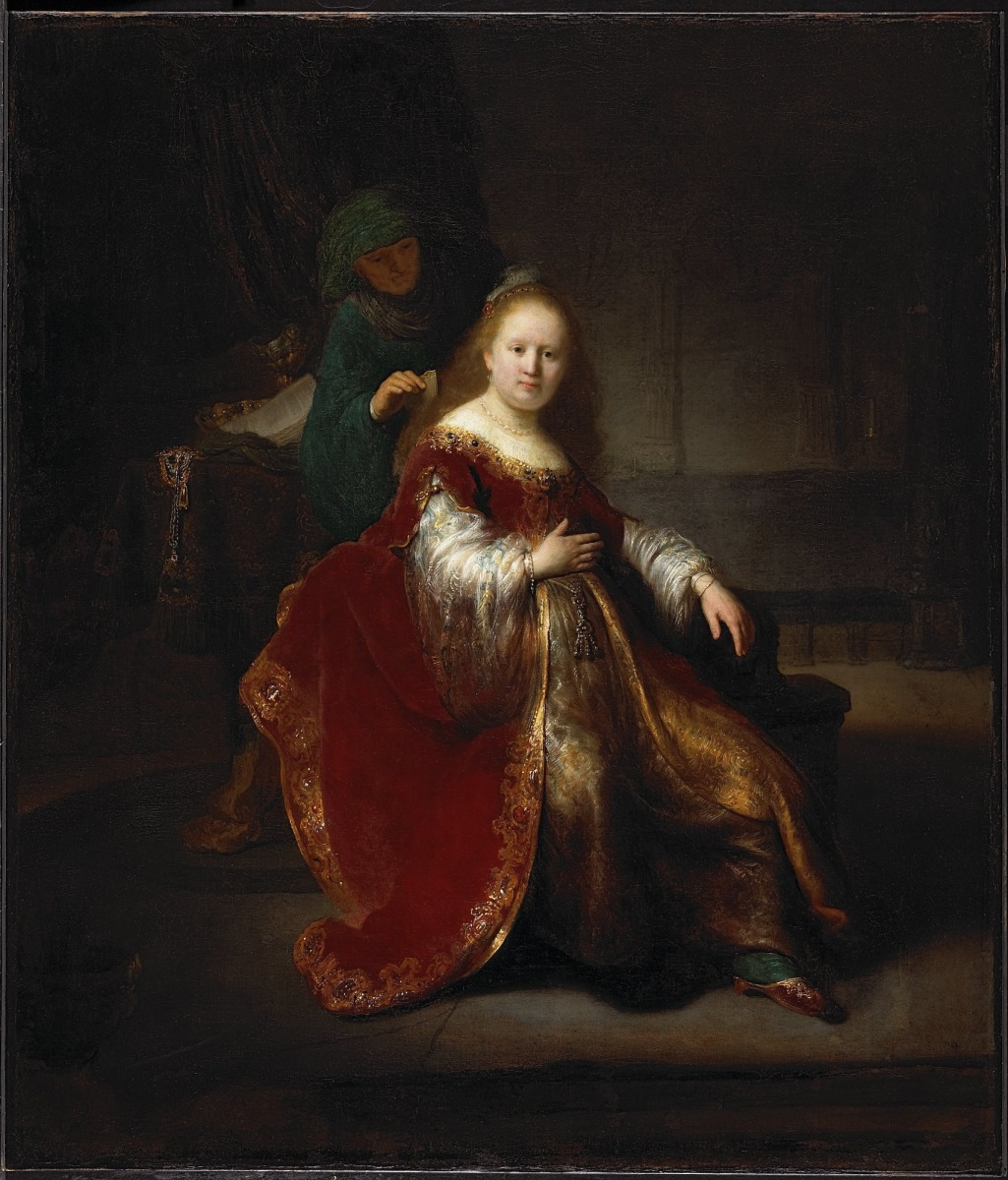
Eine junge Frau bei der Toilette, Rembrandt, 1632/33, Öl auf Leinwand, 109,2 × 94,4 cm, National Gallery of Canada

Emil Kieser deutete das Gemälde als eine Allegorie des Hörens und interpretierte den Harfenspieler als jungen David. Dessen Harfenspiel entfalte eine heilende Wirkung, wie in den zahlreich überlieferten Darstellungen des David, der vor Saul auf der Harfe spielt. Günter Bandmann schloss sich Kiesers Ansicht bezüglich des Harfenspielers als Verkörperung Davids an. Andere Autoren halten das Motiv für die Darstellung eines der Lobgesänge des Alten Testaments. Christian Tümpel glaubte in der Darstellung das Gleichnis vom verlorenen Sohn wiederzufinden. Auch Kurt Bauch sah in dem Bild eine Allegorie des Hörens, und möglicherweise eine Allegorie der Musik. Die fünf Sinne waren ein beliebtes Motiv der niederländischen Malerei des frühen 17. Jahrhunderts, auch Rembrandt war bereits mit seinem Gemäldezyklus Die fünf Sinne in Erscheinung getreten. Die Musizierende Gesellschaft fügt sich jedoch schlecht in die lange Reihe früher dargestellter Allegorien des Hörens oder der Musik ein.
Die Musizierende Gesellschaft wurde auch als Darstellung der Vanitas gedeutet, so von dem niederländischen Kunsthistoriker Laurens J. Bol. Tatsächlich lassen sich alle Gegenstände auf dem Bild als Vanitas-Requisiten deuten, auch das Gemälde an der Wand, und darüber hinaus das Singen und Musizieren und das unterschiedliche Alter der abgebildeten Figuren. Ben Broos deutete die alte Frau als Allegorie der Melancholie und brachte dieses Motiv mit den Vanitas-Symbolen und dem Gemälde mit der Flucht Lots aus Sodom in Verbindung. Allerdings entspricht die Frau einem Typus, der in der Malerei des frühen 17. Jahrhunderts immer wieder als Begleitung junger weiblicher Hauptfiguren gezeigt wird, so auch in Rembrandts Eine junge Frau bei der Toilette von 1632 oder 1633. Dabei füllen sie eine große Bandbreite unterschiedlicher Rollen aus, bei Gerrit van Honthorst und anderen Utrechter Caravaggisten als Bordellwirtin, und allgemein als Personifikation von Habgier, Winter oder hohem Alter. Das Gemälde an der Wand zeigt unzweifelhaft die Flucht Lots aus Sodom. Diese biblische Erzählung, in deren Verlauf Lots Ehefrau entgegen dem Verbot der Engel nach Sodom zurückschaut und zur Salzsäule erstarrt, wurde in der römisch-katholischen und der protestantischen Kirche des 17. Jahrhunderts als ein Aufruf zu gottesfürchtigem Leben und zur Abwendung vom Vergänglichen interpretiert. Auch die Geste der Sängerin wurde als moralisierend interpretiert, als ein Aufruf zur weltlichen Kardinaltugend der Mäßigung. Der offene Deckel des Kästchens auf dem Tisch, mutmaßlich mit einem Spiegel auf der Innenseite, wurde als Symbol der Eitelkeit gedeutet.
1992 schlug Roelof van Straten eine auf dem Brief des Paulus an die Epheser aus dem Neuen Testament basierende Erklärung vor. Wie bei der ikonographischen Deutung von Rembrandts Bileam und die Eselin hängt die Deutung von Stratens von der Verwendung der richtigen Bibelübersetzung ab. In der Staatenübersetzung von 1637 heißt es En wordt niet dronken in wijn, waarin overdaad is, maar wordt vervuld met den Geest. Sprekende onder elkander met psalmen, en lofzangen, en geestelijke liederen, zingende en psalmende den Heere in uw hart. Das entspricht dem Text der Einheitsübersetzung 2016: Berauscht euch nicht mit Wein - das macht zügellos - , sondern lasst euch vom Geist erfüllen! Lasst in eurer Mitte Psalmen, Hymnen und geistliche Lieder erklingen, singt und jubelt aus vollem Herzen dem Herrn! (Epheser 5,18-19 ). Die von der römisch-katholischen Kirche zugelassene Leuvense Bijbel erschien 1548 und war über Generationen die Standardbibel der katholischen Bevölkerung. Hier heißt es: Ende en wilt niet droncken van den wijn, daer onkuyscheydt in is, maer wolt vervult met den Heyleghen Gheest. Sprekende onder malckanderen met psalmen ende lof sangen ende gheestelijcke liedekens singhende en spelende in uwe herten den Heere. Entscheidend ist die Vokabel onkuyscheydt statt overdaad, Unkeuschheit statt Übermaß. Von Stratens Deutung bietet eine Erklärung für die singende und musizierende Gesellschaft. Die Unkeuschheit wird durch das Bild an der Wand symbolisiert, das die Flucht Lots und seiner Familie aus Sodom zeigt. Tatsächlich steht es nicht für die Flucht, sondern für die Blutschande des von seinen Töchtern betrunken gemachten Lot (1 Mos 19,30-38 ), die allerdings in Rembrandts Zeit der bildlichen Darstellung entzogen war. Der Becher auf dem Tisch verbindet die musizierende Gesellschaft mit der Bibelszene an der Wand. Van Straten bleibt aber die Erklärung für die zahlreichen Vanitas-Symbole und für die Nicht-Teilnahme der alten Frau an Gesang und Spiel schuldig.
Die Deutungsversuche werden dadurch erschwert, dass viele Bildmotive ganz unterschiedliche Deutungen zulassen. Sie erschließen sich teilweise aus dem Kontext der Darstellung, oder als Teil eines Zyklus. Für das Motiv der Laute, die mit dem Riss im Korpus unzweifelhaft zum Vanitas-Symbol taugt, ist bekannt, dass es ein beliebtes Motiv war, um die eigene Kunstfertigkeit zu prüfen oder zu demonstrieren. Die Form und Oberfläche einer Laute ist gerade in ungewöhnlichen Perspektiven schwer darzustellen, dasselbe gilt für andere Musikinstrumente und herumliegende Bücher. In der Farbgebung des Bildes, dem unterschiedlichen Anmischen der Farben und in der Textur der Farbschicht wird deutlich, dass Rembrandt ausgiebig mit Farben und Pinseln experimentiert hat, um die optimale Lösung für die Darstellung von Oberflächen zu finden. Mit Goldbrokat, dem glänzenden Leder der Schuhe und des Bucheinbands, Pergament, menschlicher Haut und dem Holz der Musikinstrumente bot die Musizierende Gesellschaft für solche Experimente vielfältige Gelegenheiten. Rembrandt befand sich noch am Beginn seiner Tätigkeit, und die Wahl eines schwierigen Motivs zu Übungszwecken scheint plausibel.
Die in der Vergangenheit vorgeschlagenen Deutungen des Gemäldes konnten die Figuren und Gegenstände nur unvollständig erläutern. Daher steht eine allgemein anerkannte Deutung noch aus, sofern sie überhaupt möglich ist. Günter Bandmann wies in einer Erörterung des David-Saul-Motivs bei Rembrandt darauf hin, dass die in der Musizierenden Gesellschaft gezeigte Verschmelzung von Genrebild und Allegorie, Familienporträt und Historienstück der Art der niederländischen Malerei und Rembrandts entspricht.

Laute und Bücher als Vanitas-Symbole
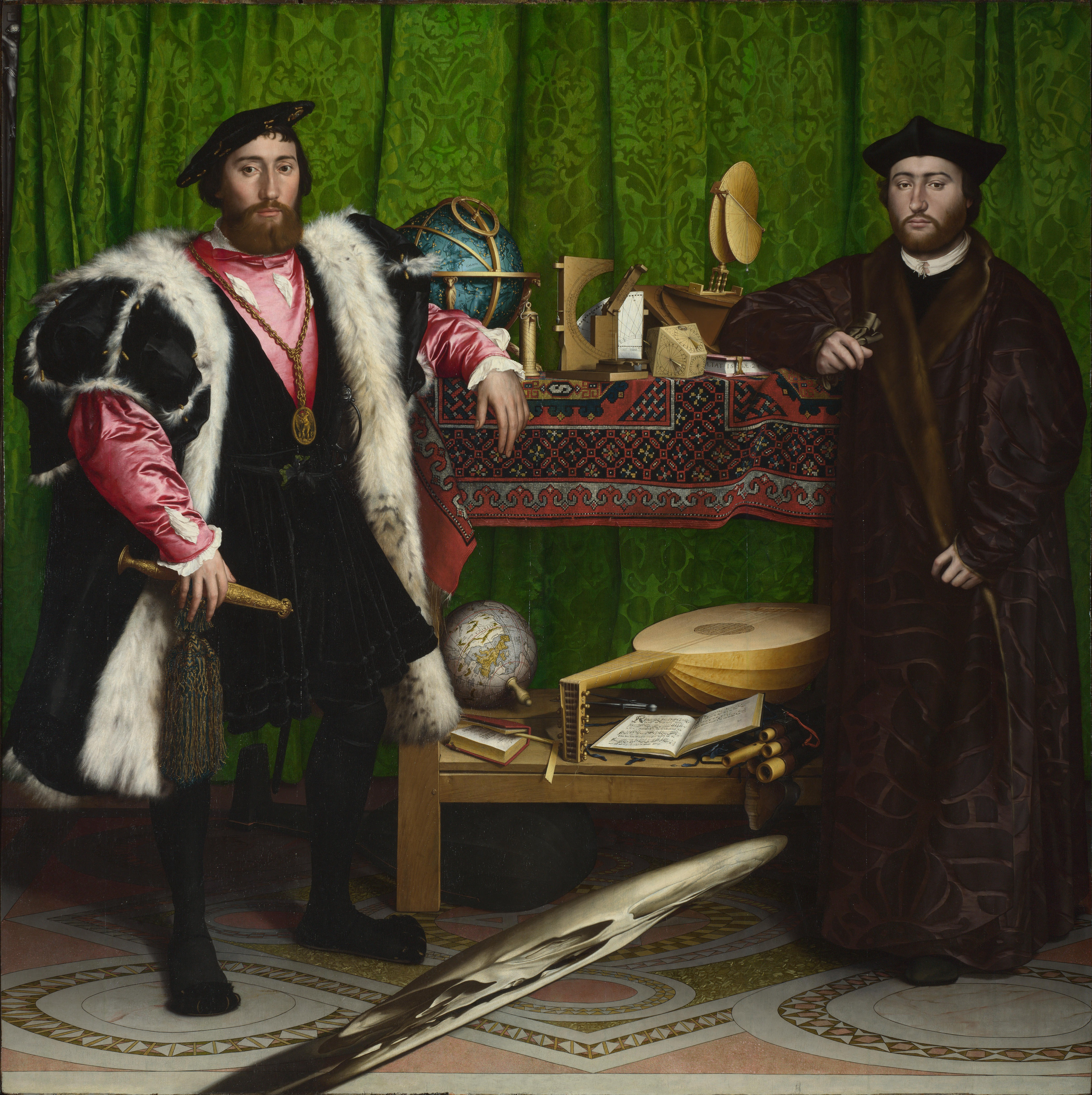
Die Gesandten, Hans Holbein der Jüngere, 1533, Öl auf Holz, 206,0 × 209,0 cm, National Gallery, London
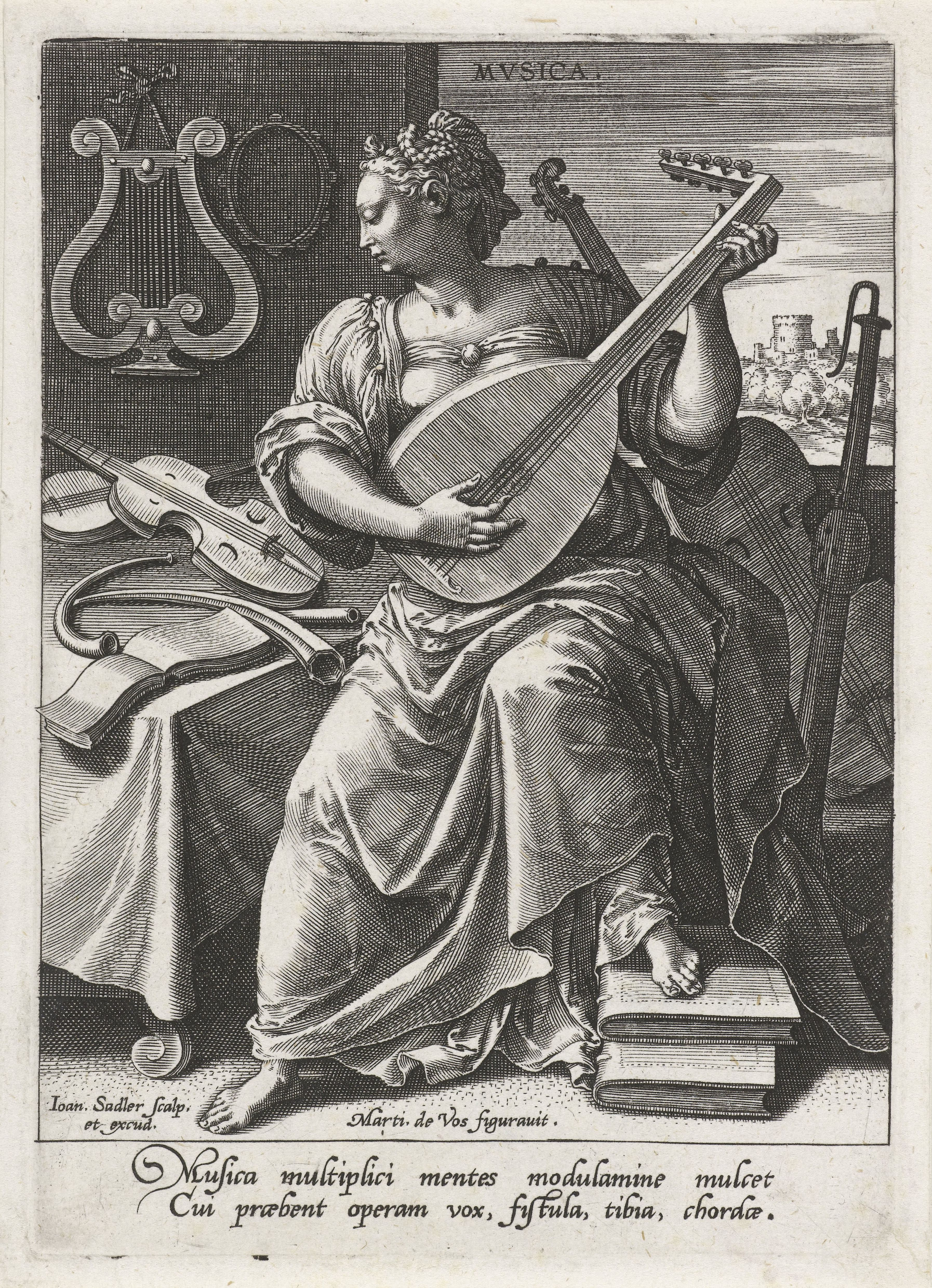
Musica, Johann Sadeler, nach Maerten de Vos, Cornelis Cort und Frans Floris, um 1590, Kupferstich, 15,0 × 10,6 cm
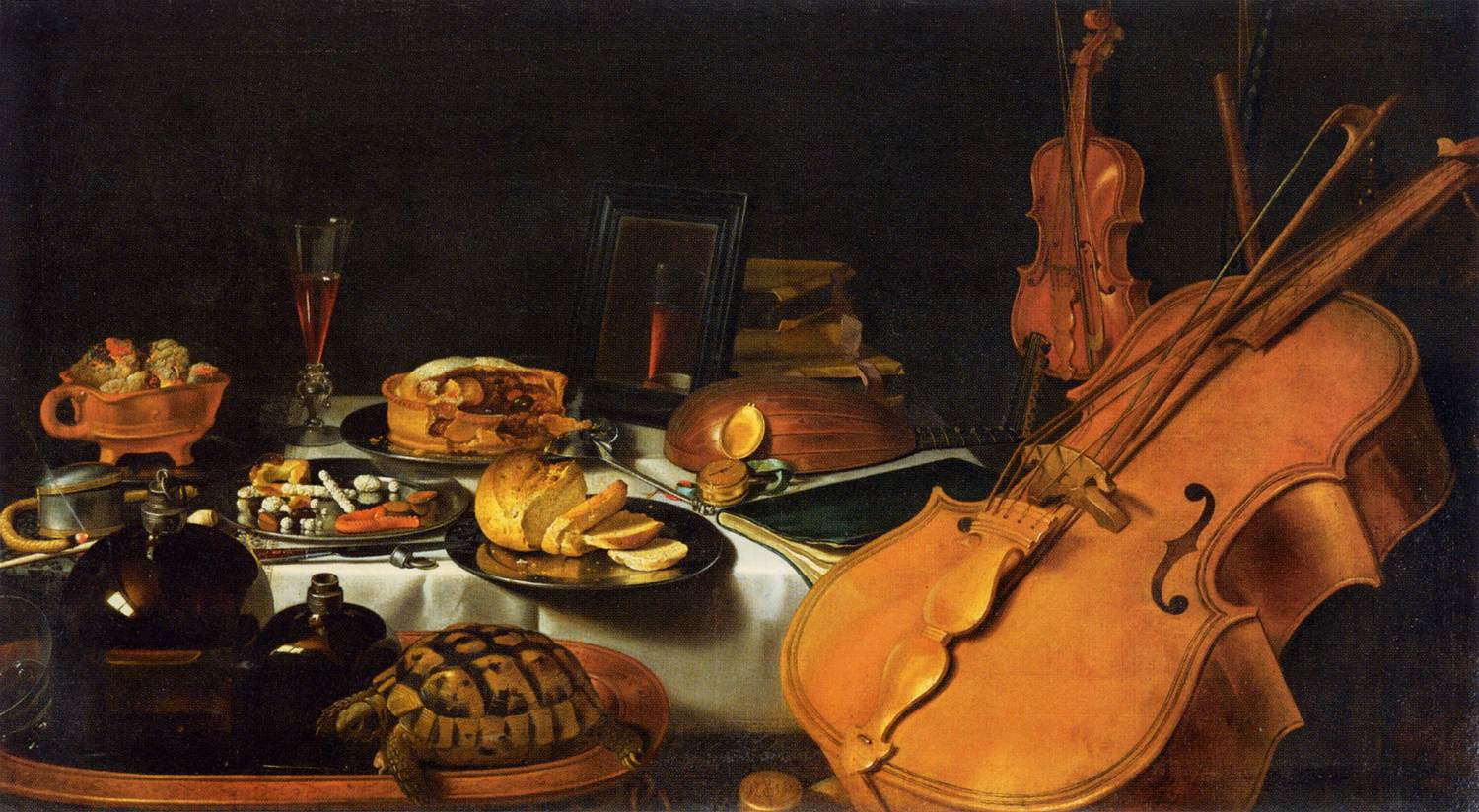
Stillleben mit Musikinstrumenten, Pieter Claesz, 1623, Öl auf Leinwand, 69,0 × 122,0 cm, Louvre, Paris
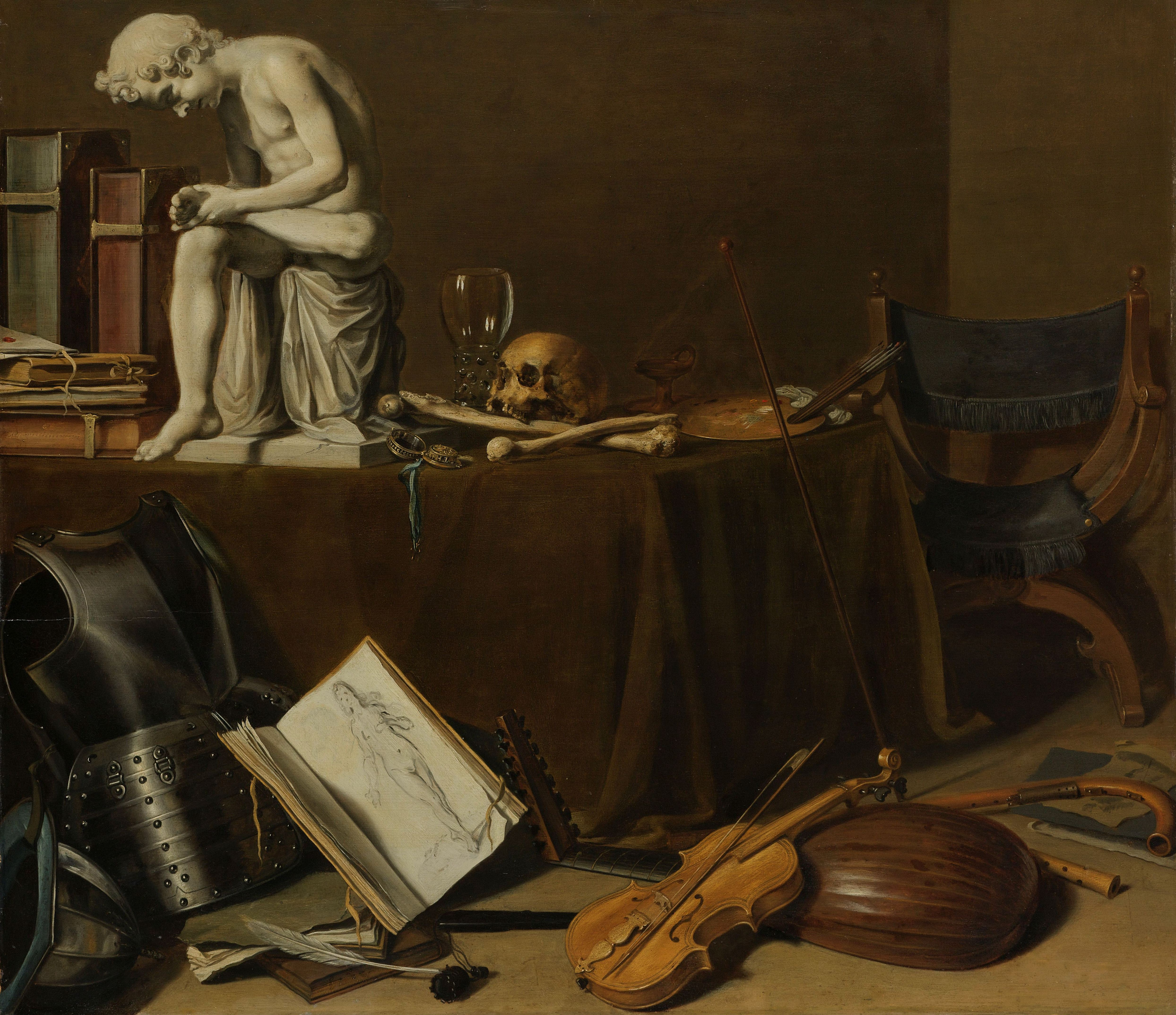
Vanitas-Stillleben mit dem Spinario, Pieter Claesz, 1628, Öl auf Eichenholz, 71,5 × 80,5 cm, Rijksmuseum Amsterdam
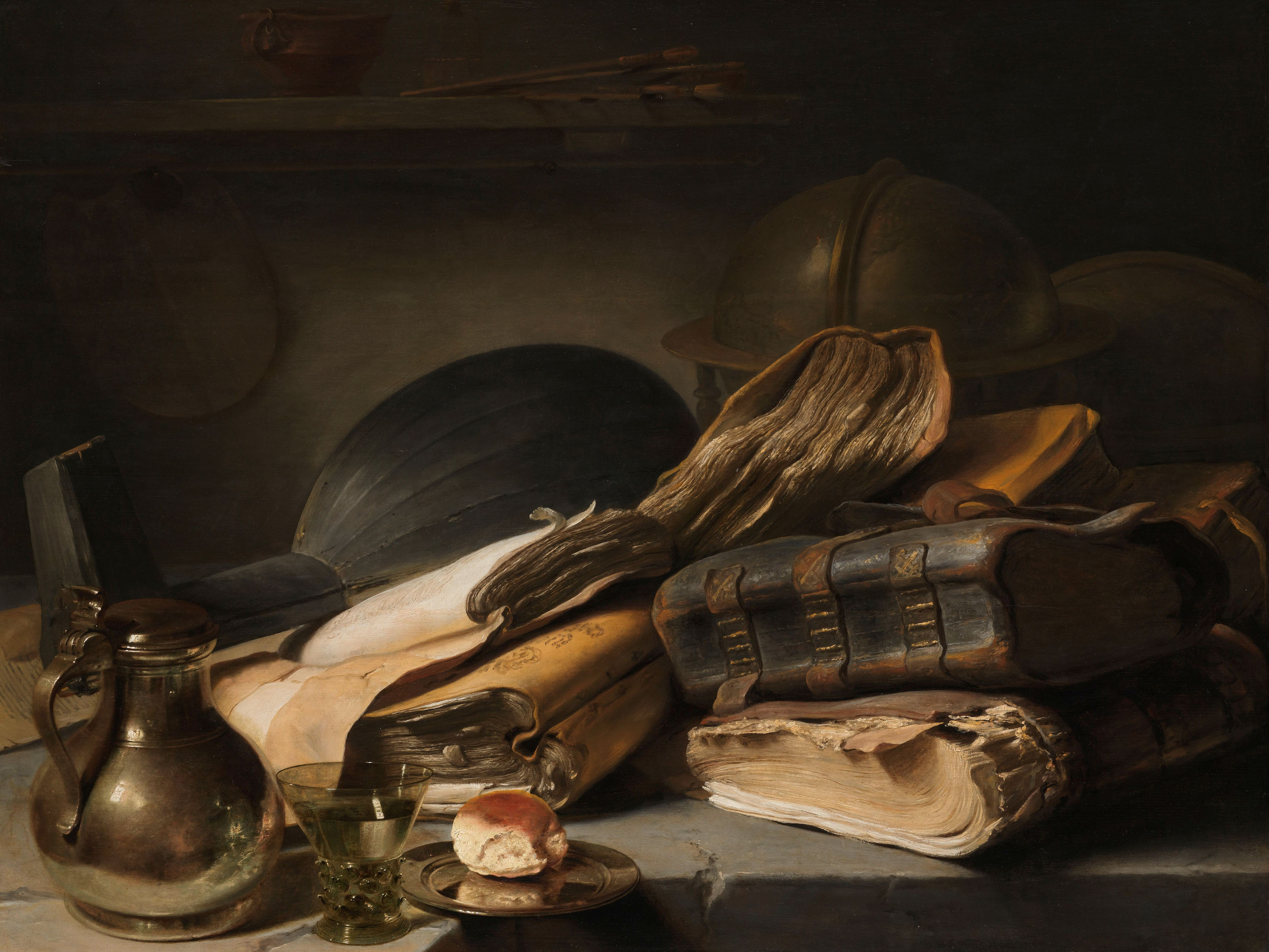
Stillleben mit Büchern, Jan Lievens, ca. 1627/28, Öl auf Eichenholz, 91,0 × 120,0 cm, Rijksmuseum Amsterdam
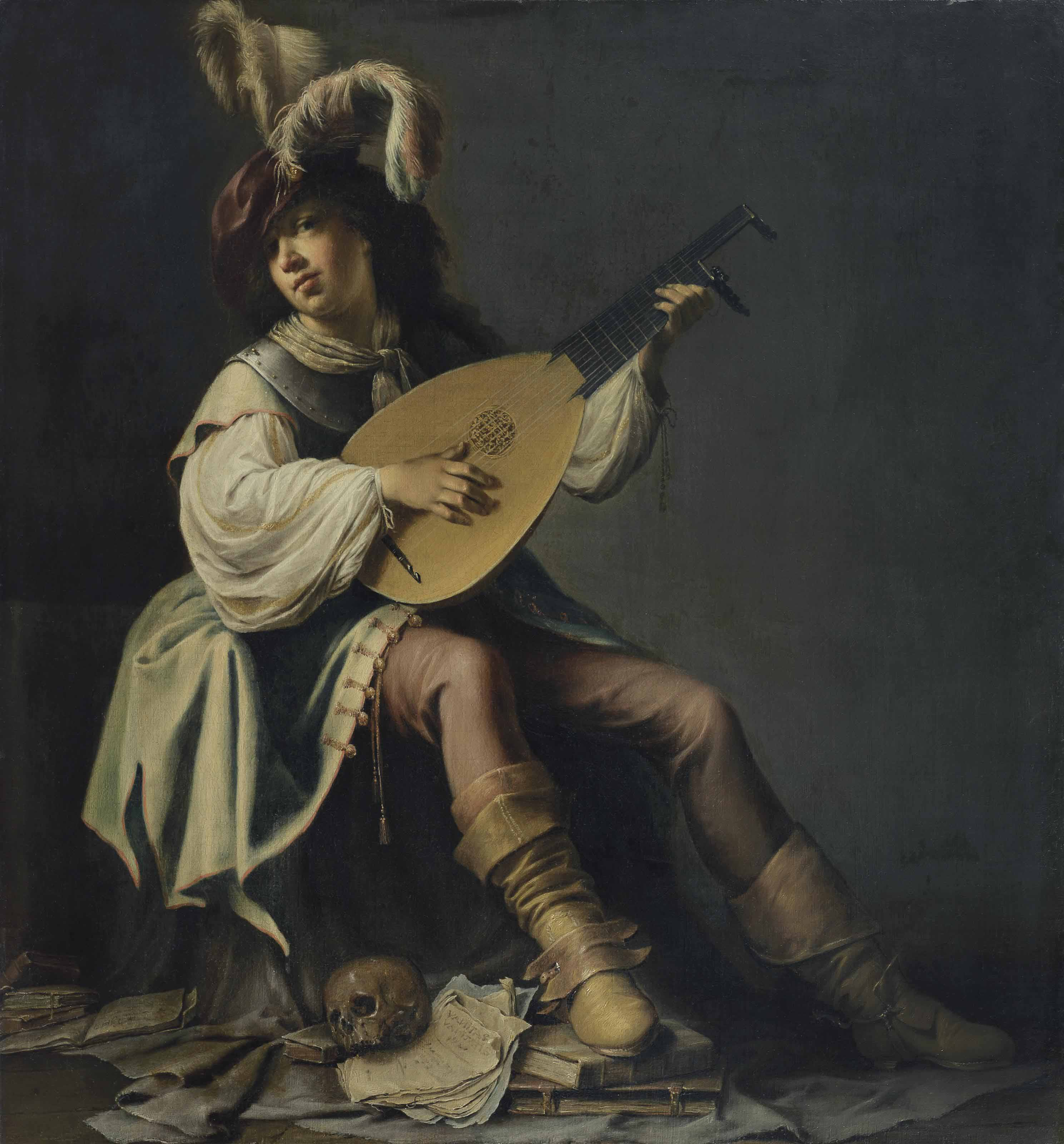
Lautenspieler mit Vanitas-Symbolen, Willem Barsius, um 1640, Öl auf Leinwand, 112,5 × 105,0 cm, Privatsammlung

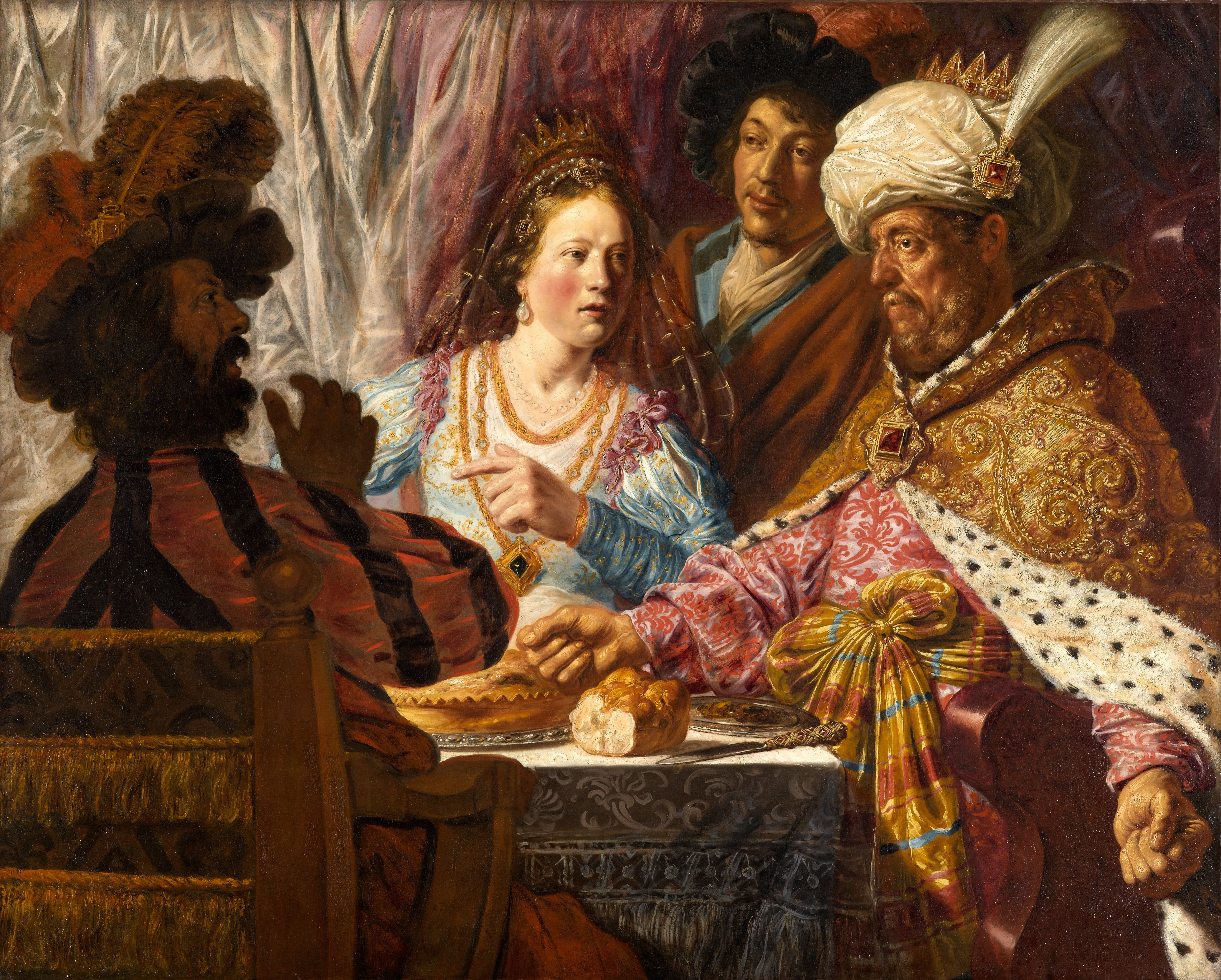
Das Festmahl der Ester, Jan Lievens, ca. 1625, Öl auf Leinwand, 130,8 × 163,8 cm, North Carolina Museum of Art

### Verbundene Werke
Es kann keine direkte Vorlage für das Gemälde nachgewiesen werden. Die Farbgebung erinnert an das früher Rembrandt und heute Jan Lievens zugeschriebene auf 1625 datierte Bild Das Festmahl der Ester, das Rembrandt wahrscheinlich bekannt war. Die orientalische Kleidung des alten Mannes ist möglicherweise dem 1621 erschienenen Druck Anbetung der Könige des Lucas Vorsterman d. Ä. nach Peter Paul Rubens entlehnt. Dieser Druck existiert in einer anonymen Nachahmung, die Rembrandt 1627 für David übergibt Goliaths Haupt dem König Saul und 1631 für das Selbstbildnis in orientalischer Kleidung mit Pudel als Vorlage verwendet hat.
Das Motiv der Bücher mit einer Laute im Vordergrund geht möglicherweise auf eines von mehreren Stillleben des Malers Jan Davidsz. de Heem zurück, von denen das älteste 1625 signiert ist. De Heem war gleichaltrig mit Rembrandt und arbeitete von 1625 bis 1629 ebenfalls in Leiden. Es ist wahrscheinlich, dass Rembrandt eines der Stillleben de Heems kannte oder dass beide die Anregung aus der gleichen Quelle bezogen. Zudem waren Vanitas-Themen mit Laute und Büchern im frühen 17. Jahrhundert sehr beliebt. Das aufgeschlagene Buch der Sängerin wirkt wie eine Kopie des Buches im Gemälde Die Taufe des Kämmerers.
Da die Musizierende Gesellschaft über Jahrhunderte der Öffentlichkeit verborgen war existieren wahrscheinlich keine Kopien oder Drucke nach dem Gemälde. Rembrandt selbst hat aber die eigentümliche Kopfbedeckung der Sängerin noch mindestens zwei Mal dargestellt. Sein Gemälde Die Entführung der Europa zeigt Europa mit der gleichen Kopfbedeckung. Eine früher Rembrandt zugeschriebene Zeichnung im Kupferstichkabinett Berlin (Benesch 317), vom Ende der 1630er Jahre, zeigt eine stehende Frau mit einer ähnlichen Kopfbedeckung. Die Zeichnung stammt aber wahrscheinlich nicht von Rembrandt.

Verbundene Werke
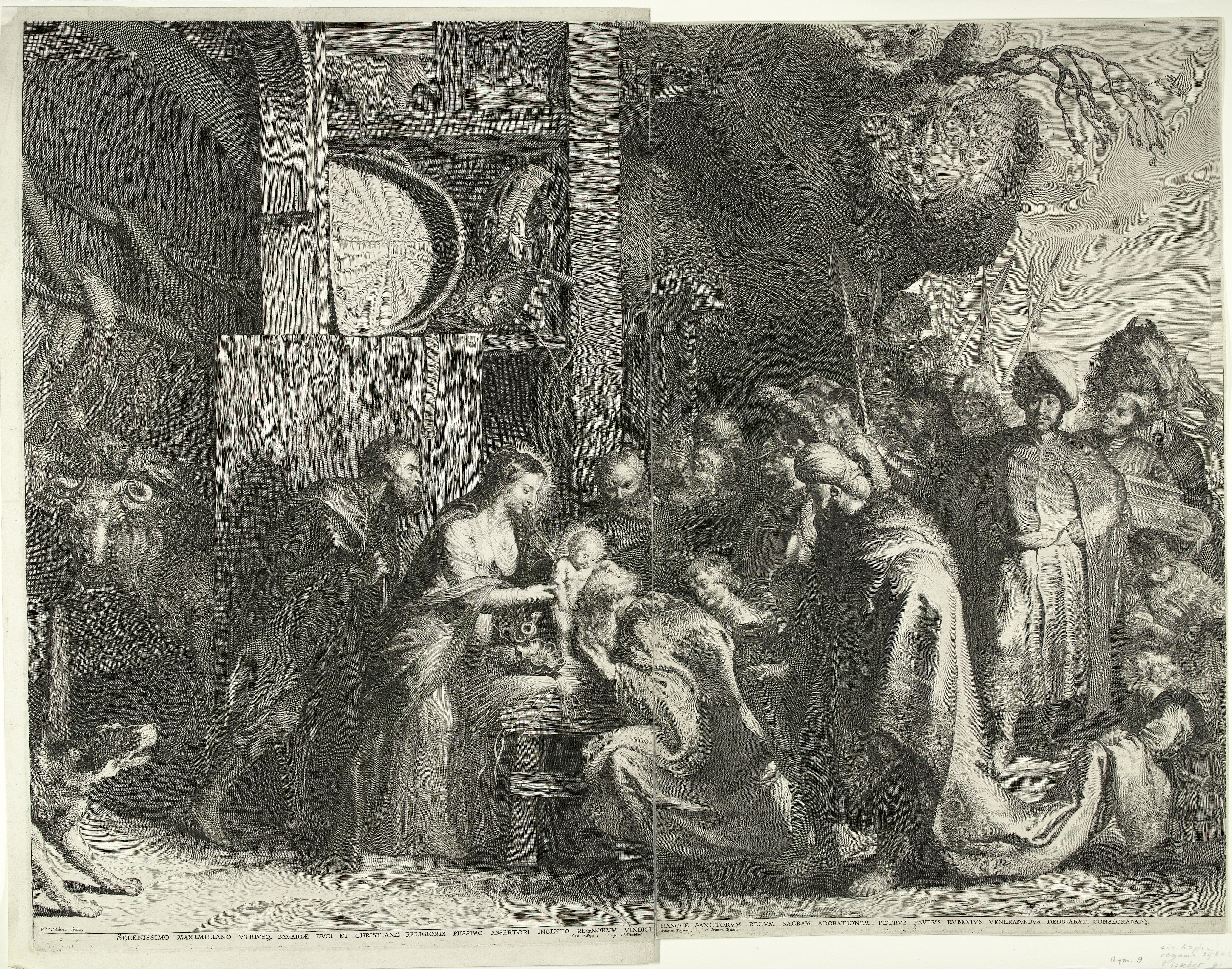
Anbetung der Könige, Lucas Vorsterman d. Ä., nach Peter Paul Rubens, 1621, Radierung auf zwei Platten, 57,0 × 38,6 cm (links) und 55,4 × 35,5 cm (rechts)
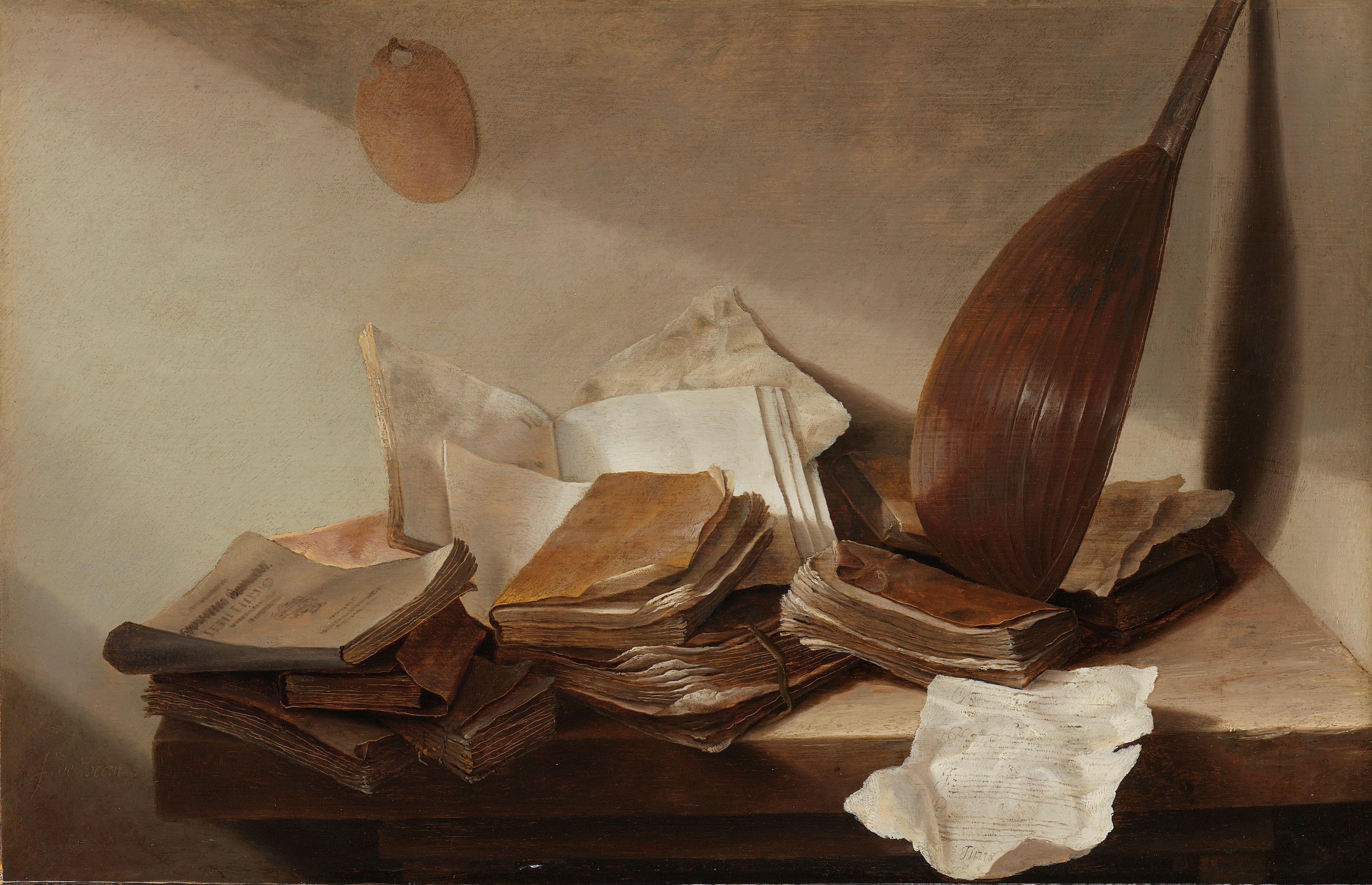
Stillleben mit Büchern, Jan Davidsz. de Heem, 1625/1630, Öl auf Eichenholz, 26,5 × 41,5 cm, Rijksmuseum Amsterdam
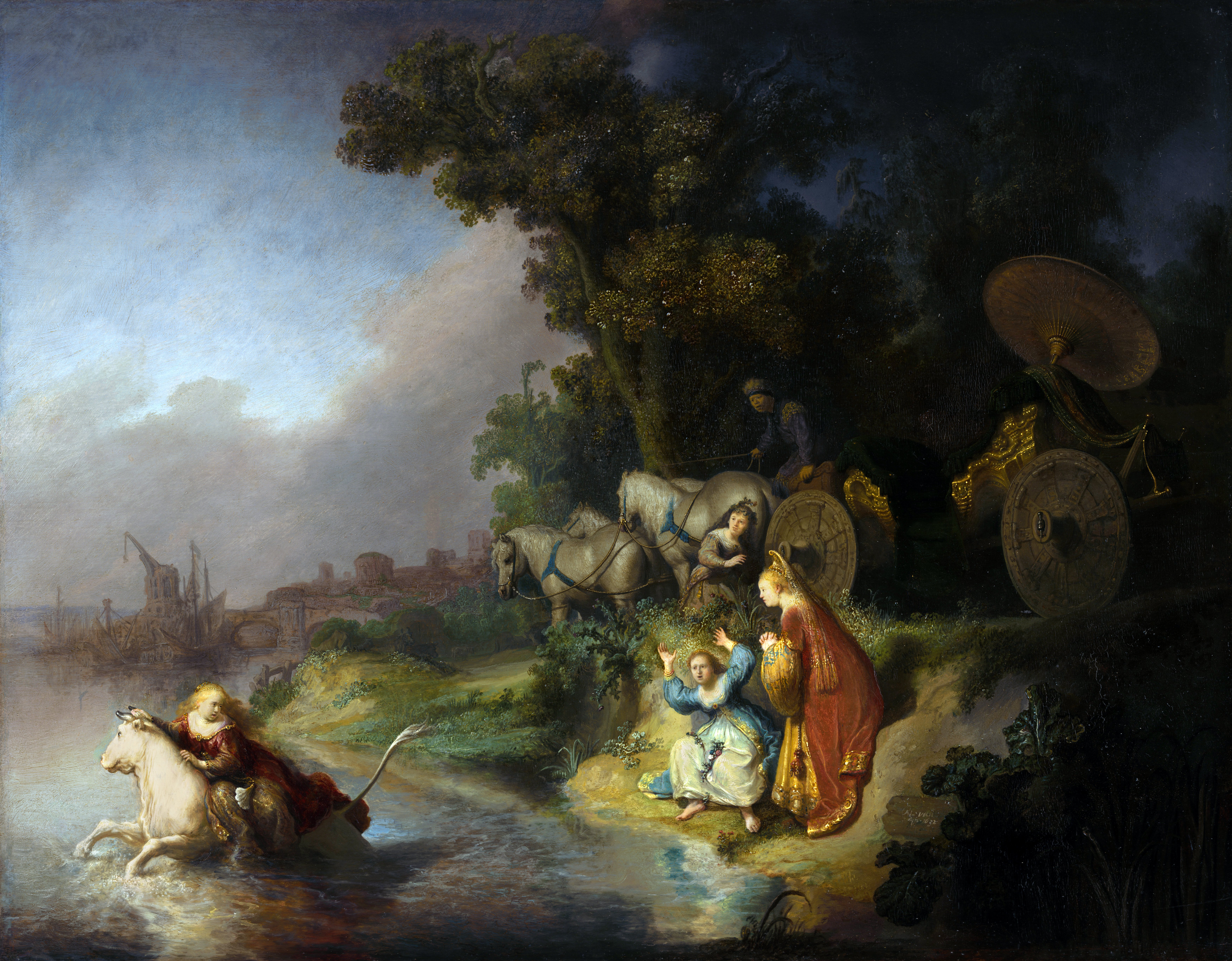
Die Entführung der Europa, Rembrandt, 1632, Öl auf Eichenholz, 64,6 × 78,7 cm, Getty Center, Los Angeles

## Rezeption
Das Gemälde wurde 1937 durch die Kunsthistoriker Vitale Bloch und Julius Held veröffentlicht. Seither wird es als Original Rembrandts fast uneingeschränkt anerkannt. Nur der niederländische Kunsthistoriker Gerhard Knuttel äußerte sich ablehnend und wies auf große Unterschiede zu Bileam und die Eselin und die mangelhafte Ausführung des Bildes hin. Im Werkverzeichnis von Abraham Bredius aus dem Jahr 1935 ist das Gemälde noch nicht erwähnt, doch die englische Übersetzung von 1937 führt es mit der Nummer 632 auf. Kurt Bauch vergab 1966 die Nummer 97. Horst Gerson übernahm die Nummer 632 in seiner Bearbeitung der Neuauflage von Bredius’ Verzeichnis und nahm das Bild in seinem eigenen Katalog mit der Nummer 18 auf. Auch Christian Tümpel führt die Musizierende Gesellschaft als Nummer 118 in seinem 1986 veröffentlichten Katalog auf.
1982 wurde die Musizierende Gesellschaft von den Mitgliedern des Rembrandt Research Project im ersten Band ihres Corpus of Rembrandt Paintings als ein gut erhaltenes Werk aus dem Jahr 1626 bezeichnet, das zuverlässig signiert und datiert ist und sich gut in Rembrandts Werke aus diesem Jahr einfügt. Die Einschätzung wurde 2015 im sechsten Band bekräftigt.

## Provenienz
Der früheste Nachweis des Gemäldes ist die Versteigerung des gesamten Inventars des Wanstead House, im heutigen London Borough of Redbridge, die am 10. Juni 1822 begann und 32 Tage dauerte. Der vormalige Eigentümer, William Pole-Tylney-Long-Wellesley (1788–1857), der spätere 4. Earl of Mornington, pflegte einen verschwenderischen Lebensstil und war immer wieder auf der Flucht vor seinen Gläubigern, die Versteigerung sollte seine enormen Schulden teilweise tilgen. Die Musizierende Gesellschaft wurde am 20. Juni als Los Nummer 205 ausgerufen, die Beschreibung im Katalog lautete Eine musizierende Gesellschaft, mit seinem üblichen kraftvollen Chiaroscuro gemalt (englisch: A Musical Party, painted with his usual powerful effect of chiaro scuro). Das Gemälde wurde für 9 Pfund und 9 Shilling an einen Chatfield verkauft.
Der nächste Hinweis auf den Verbleib des Gemäldes ist ein Aufkleber auf der Rückseite, mit dem die Reinigung des Gemäldes und das Auftragen von Firnis bestätigt wird: This painting was / Cleaned and varnished / By / Chalmers & Son / Picture Cleaner / number 118 & 153 Hi[…] / Edinburgh. Die Firmierung Chalmers & Son wurde von 1823 bis 1841 verwendet. Die Anschriften 118 und 153 High Street sind für unterschiedliche Zeiträume belegt, nur von 1823 bis 1825 wurden beide Firmensitze unterhalten. Neben der Reinigung von Bildern fertigten die Chalmers auch Bilderrahmen an, ihre Kunden waren öffentliche und private Sammler in Edinburgh und ganz Schottland. Der Aufkleber lässt darauf schließen, dass sich das Gemälde im Zeitraum von 1823 bis 1825 in schottischem Privatbesitz befunden hat.
Über einen Zeitraum von mehr als 100 Jahren existiert für das Gemälde kein Besitzernachweis. Am 16. November 1936 wurde bei Christie’s in London die Sammlung von Frank Cripps versteigert. Als Los mit der Nummer 155 wurde die Musizierende Gesellschaft für 2100 Guineas an den britischen Kunsthändler Edward Speelman verkauft. Dieser verkaufte das Gemälde an seine niederländischen Kollegen Benjamin und Nathan Katz in Dieren, die um 1930 den elterlichen Kunsthandel D. Katz übernommen hatten. In den Verkaufskatalogen von D. Katz wurde das Gemälde 1937 als Nummer 70 und 1938 als Nummer 86 aufgeführt. 1937 wurde das Bild auch im Verkaufskatalog der Schaeffer Galleries in New York City aufgeführt, die für D. Katz als Kunstagenten in den Vereinigten Staaten tätig waren. Das Gemälde wurde 1937 und 1938 von den Schaeffer Galleries in New York, Los Angeles und Tulsa mit drei weiteren Werken Rembrandts zum Verkauf ausgestellt. Anschließend wurde das Bild an D. Katz in Den Haag zurückgegeben.
Am 2. August 1940 verkaufte D. Katz die Musizierende Gesellschaft an den Kunsthändler Alois Miedl, der nach dem Tod Jacques Goudstikkers dessen Unternehmen illegal in seinen Besitz brachte und fortführte. Das Gemälde gehörte zu mehreren hundert Bildern, die von D. Katz für 1,8 Millionen Gulden an die Kunsthandlung Miedl v.h. Jacques Goudstikker in Amsterdam verkauft wurden. In einem Restitutionsverfahren, mit dem Ziel der Rückgabe von mehr als 100 Gemälden an die Erben von Benjamin und Nathan Katz, wurde 2013 in den Niederlanden entschieden, dass es sich bei diesem Verkauf um ein für einen Kunsthändler übliches Geschäft handelte. Benjamin Katz hatte selbst nach der Befreiung angegeben, dass er von Miedl nicht unter Druck gesetzt wurde. Am 20. September 1940 verkaufte Miedl das Gemälde für 85.000 Gulden an die Münchner Galerie Maria Almas-Dietrich. Almas-Dietrich gehörte zu den wichtigsten Kunstlieferanten Adolf Hitlers und spielte eine bedeutende Rolle im System der Aneignung von Raubkunst durch Hitler und andere Protagonisten des NS-Staats. Das Gemälde wurde mit der Inventarnummer 1042 in den Bestand des Sonderauftrags Linz übernommen.
Nach Ende des Zweiten Weltkriegs wurde die Musizierende Gesellschaft im Munich Central Collecting Point erfasst, dabei wurde auf der Rückseite mit schwarzer Tinte die Inventarnummer 1405 angebracht. Als Raubkunst niederländischer Herkunft erfolgte am 4. Dezember 1945 die Rückgabe an die Stichting Nederlands Kunstbezit. Auf Antrag der Brüder Nathan und Benjamin Katz wurde das Gemälde 1947 restituiert. Eigentlich hätte es wegen des freiwilligen Verkaufs unter deutscher Besetzung an den niederländischen Staat fallen müssen. Nach dem Tod Nathans im Jahr 1949 wurde dessen Nachlass in zwei Auktionen aufgelöst. Das Gemälde wurde am 25. April 1951 von Maurice Rheims in der Pariser Galerie Charpentier versteigert, es hatte die Katalognummer 59. Käufer war der französische Unternehmer Marcel Boussac, für einen Zuschlag von 7,8 Millionen Francs oder 80.000 Gulden.
Das Gemälde befand sich 1975 in der Galerie des britischen Kunsthändlers Edward Speelman in Zug. Das Rijksmuseum Amsterdam konnte es 1976 für 648.000 holländische Gulden ankaufen. Der Erwerb gelang mit der Unterstützung mehrerer Stiftungen, darunter die Vereniging Rembrandt und der Prins Bernhardfonds.

## Ausstellungen (chronologisch)
- Schaeffer Galleries, New York City, USA, April 1937. Ausstellung Rembrandt, Katalognr. 1.
- Museum in Los Angeles, April bis Mai 1938.
- Tulsa Art Association, Tulsa, Oklahoma, USA, 1938.
- Mauritshuis, Den Haag, Niederlande, 1946. Ausstellung Herwonnen kunstbezit. Tentoonstelling van uit Duitschland teruggekeerde Nederlandsche kunstschatten (deutsch: Zurückgeforderter Kunstbesitz. Ausstellung von aus Deutschland zurückgekehrten niederländischen Kunstschätzen), Katalognr. 45.[31]
- Centraal Museum, Utrecht, Niederlande, 1952; Königliches Museum der Schönen Künste, Antwerpen, Belgien, 1952. Ausstellung Caravaggio en den Nederlanden, Katalognr. 59.
- Rijksmuseum Amsterdam, Niederlande, 1976. Ausstellung Tot lering en vermaak (deutsch: Zum Lernen und Unterhalten), Katalognr. 54.[32]
- Museum De Lakenhal, Leiden, Niederlande, 1976–1977. Ausstellung Geschildert tot Leyden anno 1626, Katalog S. 28.
- Gemäldegalerie Alte Meister, Kassel, Deutschland, 2001–2002; Museum Het Rembrandthuis, Amsterdam, Niederlande, 2002. Ausstellung Der junge Rembrandt. Rätsel um seine Anfänge / Het mysterie van de jonge Rembrandt, Katalognr. 22.
- Museum De Lakenhal, Leiden, Niederlande, 2005–2006. Ausstellung Rembrandts moeder. Mythe en werkelijkheid (deutsch: Rembrandts Mutter. Mythos und Wahrheit), Katalognr. 1.
- Phoenix Art Museum, Arizona, USA, 2007; Portland Art Museum, Oregon, USA, 2007. Ausstellung Rembrandt and the Golden Age of Dutch art: treasures from the Rijksmuseum, Amsterdam (deutsch: Rembrandt und das Goldene Zeitalter holländischer Kunst. Schätze aus dem Rijksmuseum Amsterdam), Katalognr. 85.
- Nationalmuseum für westliche Kunst, Tokio, Japan, 2011; Nagoya City Art Museum, Nagoya, Japan, 2011. Ausstellung Rembrandt: The Quest for Chiaroscuro, Katalognr. 82.